# スルターン・ハーシム・アフマド・アッ＝ターイー
スルターン・ハーシム・アフマド・アッ＝ターイー（アラビア語: سلطان هاشم أحمد الجبوري الطائي、Sultan Hashim Ahmad al-Tai　1945年 - 2020年7月19日 ）は、イラクの軍人、陸軍中将、元国防大臣。

## プロフィール
スルターン・ハーシムは、1945年にイラク北部の都市モスル近郊のシルガートに生まれる。ベジャート（begat）一族の出身で、ベジャート一族はアルブ・ナースィル一族とも呼ばれ、ティクリート一帯で権威を誇った。サッダームもアルブ・ナースィルの出身である。
1964年に陸軍士官学校を卒業。1976年に幕僚学校を卒業後は、第4師団・第5旅団下の連隊長に着任。その後は、第18、第15、第5、第8、第4各師団長となり、米国、英国、ソ連に軍事留学した後、陸士の教官となる。
1980年にイラン・イラク戦争が開戦すると、第４師団の第5歩兵旅団長、次いで第4師団長、第5軍団長、第1軍団長として従軍し、勇猛な軍人の一人として名を馳せる。このためイラク国民からも対イラン戦争の英雄として広く尊敬された。　
1988年、サッダーム・フセイン政権は、北部のクルディスタン地方で活発化していたクルド人ゲリラによる攻勢を止めるため、アンファール作戦を実施。スルターン・ハーシムは同作戦に参加。この作戦では、多くのクルド人が化学兵器を伴う無差別攻撃で虐殺された。88年3月12日、スルターン・ハーシムはスレイマニヤにおいて、サッダームと会見している。その3日後にハラブジャ事件が起きており、ここで何らかの対応が話し合われたと見られている。また、スルターン・ハーシムは88年3月19日付のサッダームへの書筒で、アンファール作戦の経過を報告している。
これらの功績が認められ、スルターン・ハーシムは1990年に参謀次長（作戦担当）へと昇進し、湾岸戦争の停戦交渉において米軍のノーマン・シュワルツコフ大将と会談を行ったイラク側使節の団長を務めた。停戦交渉では、イラク軍の戦闘停止について、多国籍軍が攻撃を停止しないのなら、停戦には応じられないと述べた。またシュワルツコフに軍用ヘリコプターの使用許可を求め、了承された。後に、この軍用ヘリの使用が許可されたことで、シーア派とクルド人住民の反政府蜂起は素早く鎮圧された。
停戦合意の際、スルターン・ハーシムはシュワルツコフに、『アラブ人である私は、胸に憎しみを抱き続けない』と述べたとされる。 サッダームは、このスルターン・ハーシムの交渉手腕を高く評価し、彼が『イラクの名誉を守った』と賞賛した。
1995年3月、スルターン・ハーシムはイラク軍参謀総長に、7月には、引責辞任したアリー・ハサン・アル＝マジードに代わって国防相に就任した。
イラク戦争直前の2003年2月に、スルターン・ハーシムは軍事会議の席でサッダームに、米軍と直接戦っても勝つ見込みは無いと発言し、一定期間、自宅軟禁措置に置かれたとの報道がなされた。ニューヨーク・タイムズによると、スルターン・ハーシムは2003年のイラク戦争時、イラク軍各部隊に対し、侵攻してくる米軍に対する抵抗は控えるよう指示していたという。｢フォーリン・アフェアーズ」誌によると、戦後、スルターン・ハーシムは米軍の取調べに対して、『アメリカが戦争を始めれば、進撃を阻止することは不可能と思っていた』と述べている。
イラク戦争が始まると、度々外国記者団の前でイラク側の戦況会見を開き、爆撃跡を視察したり、病院を訪れて米軍による空襲の被害者と会話を交わすなどしたが、03年4月9日に政権が崩壊するとモスルに逃亡した。米軍が発表した「イラクのお尋ね者トランプカード」にもスルターン・ハーシムも含まれていた。
03年9月19日、スルターン・ハーシムはクルディスタン民主党（PDK）系の人権団体の仲介により、モスルにおいて、現地に駐留する第101空挺師団を指揮するデヴィッド・ペトレイアス将軍の下に家族と共に投降した。
投降前、ペトレイアスはスルターン・ハーシムに手紙を送り、「将軍の名誉のために」米軍に拘束されるのでは無く、投降するよう訴えた。また、手紙には米軍が尊厳を持って遇すると書かれていたという。その後、スルターン・ハーシムは米軍側と投降交渉を行い、自分を指名手配リストから外し、尋問の後に解放することを条件に投降すると決めたと、スルターン・ハーシムの息子、アフマドは語っている。アフマドによれば、米軍による尋問は2～3週間ほどで終わり、その後は自由にするとペトレイアスは約束したという。しかし、米軍側は後になってこのような約束はしていないと否定する見解を発表している。
03年11月、米軍による尋問が終わり、スルターン・ハーシムは解放された。彼はターイー部族の保護下、モスルの自宅で暮らしていた。当時、イラクを統治していた連合国暫定当局もスルターン・ハーシムが旧イラク軍将校に強い影響力があることから、新生イラクの大統領候補にとまで考えたが、彼はその申し出を断っている。
しかし、2004年に発足したイラク暫定政権は、スルターン・ハーシムを旧政権下で起きた虐殺行為の責任者として起訴することを決め、彼は逮捕された。投降する際に米軍と交わした「戦争犯罪人として扱わない」という合意は反故にされた形であった。

## 裁判
2004年6月30日、スルターン・ハーシムの身柄は他の旧政権幹部と共に、イラク暫定政権の下に移され、同年7月に開かれたイラク特別法廷の予備審問によりスルターン・ハーシムは「人道に対する罪」「戦争犯罪」「ジェノサイド罪」で訴追された。
2006年8月21日、アンファール作戦下で起きたクルド人虐殺を裁くため、イラク高等法廷で開かれた公判にスルターン・ハーシムは被告として出廷した。裁判では、自分は軍人として命令に従っただけであり、作戦はゲリラだけを標的にしており、民間人に対する攻撃は命じていないと容疑を否認した。
22日の公判では、『この作戦をアンファール作戦と名付けたのは、陸軍第2軍団長のカーミル・サージト・アズィーズ将軍で、私が彼にこの名称を選んだ理由を尋ねたとき、彼は「コーランの章にちなんだだけだ」と言った』『アンファール作戦前の軍事情報局の調査報告書によれば、敵であるイランが第１軍団と戦闘状態にあり、イラク北部の領土を占領していた。これらの報告書によれば、敵の意図は基地を壊滅させ、ドゥーカーン・ダムとディラバンド・ハーン・ダムを占領し、この両ダムを破壊してバグダードを水没させ、さらにスレイマニヤを包囲して占領した後、西部へ攻め込んでキルクークの油田を脅かす可能性があった』と述べた。そして、自分は、フセイン・ラシード参謀次長の命令を受け忠実に命令を実行し、『イラクのためになることでなければ独自の判断を下すことはしなかった』『私はイランと戦うという北部での自分の責務に厳正に忠実に戦っていた』と述べた。クルド人民間人の拘束についても、『キルクークの軍司令部に移動するよう車を貸しただけ。拘束などしていない』と否認した。
2007年6月24日、イラク高等法廷はスルターン・ハーシムに死刑判決を下した。判決朗読後、スルターン・ハーシムは『私はもう何も言わない。ただ、私は無実だ』とだけ述べた。
高等法廷第2審も1審の死刑判決を支持し、これにより30日以内に刑が執行されるはずであったが、刑執行の署名にクルド人のジャラル・タラバニ大統領とスンナ派のターリク・アル＝ハーシミー副大統領が死刑に反対し、署名を拒否した。タラバニは、サッダームの命令に背けば処刑されるかもしれないという恐怖から、スルターン・ハーシムは命令の実行を強いられたと擁護し、『このようなイラク軍の将校を死刑にすることは出来ない』と述べた。旧政権下の間も、自分とスルターン・ハーシムの間に面識があったとし、クルディスタン地方に亡命するため何度も接触していたと明らかにした。またタラバニ大統領は、スルターン・ハーシムが優秀な軍人であるとし、スルターン・ハーシムの死刑執行書には署名しないとしている。
07年8月21日、1991年に反政府蜂起を行ったシーア派住民を軍部隊を率いて虐殺したとして、被告としてイラク高等法廷に出廷、2008年12月2日、高等法廷はスルターン・ハーシムに禁固15年の判決を下した。
2009年3月17日、1988年に化学兵器を用いてハラブジャ村民を虐殺、所謂ハラブジャ事件の責任者として、スルターン・ハーシムは被告として高等法廷に出廷し、2010年1月17日、禁固15年の判決を受けた。判決が言い渡された時、スルターン・ハーシムは意に介せずという風に堂々と周囲を見回していた。
その他にも、マーシュ・アラブ族（沼沢地アラブ）に対して民族浄化を行った責任者を裁く裁判にも、被告人として出廷している。
2018年に当時のサリーム・ジュブーリー国会議長が、スルターン・ハーシムの恩赦を提唱したが却下されている。

## 死去
スルターン・ハーシムは、2020年7月19日にアル・フート刑務所で心臓発作により死去した。

## その他
息子のハーリド・スルターン・ハーシム（خالد سلطان هاشم）は、2021年に行われたイラクの議会選挙に「イラク国民プロジェクト」党からニーナワー県の選挙区から立候補し、当選した。